# Bénédict Pictet
Pour les autres membres de la famille, voir Pictet.
Bénédict Pictet, né à Genève le 19 mai 1655 et mort dans la même ville le 10 janvier 1724 ou le 9 juin 1724, est un théologien calviniste genevois.

## Jeunesse et formation
Bénédict Pictet appartient à la branche aînée, aujourd'hui éteinte, de la famille Pictet, qui obtint la bourgeoisie genevoise en 1474. Fils du syndic André Pictet et de Barbe Turrettini, dont la famille était issue du Refuge lucquois, il est éduqué par son oncle maternel et parrain, le professeur de théologie François Turretin, personnage influent de l'Église de Genève et défenseur du calvinisme le plus strict. À 14 ans, il entre à l'Académie et soutient deux ans plus tard une thèse sur les éléments naturels (Dissetatio physica de elementis prima). Il étudie ensuite la théologie pendant trois ans et soutient une thèse discutant les témoignages rendus au Christ par l'Esprit, l'eau et le sang (Disputatio textualis de tribus testibus coelestibus ex. I Jo. V v. 7), sous la direction de son oncle. À l'âge de 20 ans, il voyage avec son ami Antoine Léger à travers la France, les Pays-Bas et l'Angleterre. Il finit ses études à Leyde, sous la direction de Friedrich Spanheim.

## Carrière pastorale et théologique
Après son retour à Genève, il devient pasteur. En 1686, il est nommé professeur suppléant de théologie à l'Académie mais devient, à la mort de François Turretin en 1687, professeur à temps plein. Il continuera cependant toute sa vie à prêcher tous les quinze jours. Il accède au rectorat de l'Académie de 1690 à 1694, et de 1711 à 1717. À partir de 1697, il publie plusieurs sermons qui renouvellent une tradition remontant à la Réforme même, en introduisant des tendances moralisantes en réponse aux aspirations nouvelles des fidèles. À partir de 1710, il est également pasteur de la communauté italienne protestante de Genève. Ses activités eurent une grande influence dans le mouvement qui a engagé l’Église protestante de Genève dans la voie de l’« orthodoxie éclairée ».
Dans le domaine de la théologie systématique, Pictet publie deux œuvres : Theologia Christiana, dont le titre complet en français est La Théologie chrétienne et la science du salut ou l'exposition des vérités que Dieu a révélées aux hommes dans la Sainte Écriture avec la réfutation des erreurs contraires à ces vérités, l'histoire de la plupart de ces erreurs, les sentiments des anciens Pères et un abrégé de ce qu'il y a de plus considérable dans l'histoire ecclésiastique (3 tomes, Genève, 1696, traduit en anglais en 1834, Christian Theology), et Morale chrétienne ou l'Art de bien vivre (2 tomes, 1693). Il publie également un certain nombre d'écrits polémiques comme, entre autres, Entretiens de Philandre et d'Evariste en 1683, afin de défendre les protestants de France deux ans avant la révocation de l'édit de Nantes, ou encore en 1713 Dialogues entre un protestant et un catholique romain. Il fut chargé en 1691 par la Compagnie des Pasteurs de Genève de moderniser le psautier, tâche qu'il effectue jusqu'en 1698. Il rédige également plusieurs cantiques ainsi que des recueils de prières.
Il fut d'un très grand soutien pour les huguenots, qu'ils soient restés en France ou qu'ils soient réfugiés à Genève, en entretenant une correspondance régulière avec de nombreuses personnalités du monde protestant (Antoine Court, Claude Brousson, pour ne citer qu'eux). Il devient membre de la Société anglaise pour la propagation de l'Évangile (Royal Society for the Propagation of the Gospel) et de l'Académie de Berlin en 1714.

## Œuvres principales
- Traité contre l'indifférence des religions, Neuchâtel, 1692 et Genève, 1712.
- Theologia Christiana, Genève, Cramer et Perachon, 1696.
- La morale chrétienne, ou l'art de bien vivre, Genève, 1693 et 1698.
- De consensu, ac dissensu inter reformatos, & Augustanae confessionis fratres, dissertatio, Amsterdam, 1697.
- Medulla theologiae christianae didacticae et elenchticae, Genève, 1711.
- Medulla ethicae christianae, Genève, 1711. 1712.